# إدوارد دوبسون
إدوارد دوبسون (بالإنجليزية: Edward Dobson) هو مهندس نيوزيلندي، ولد في 1816 في لندن في المملكة المتحدة، وتوفي في 19 سبتمبر 1908 في كرايستشرش في نيوزيلندا.